# فراز خان
فراز خان (27 مايو 1970 - 4 نوفمبر 2020)، هو ممثل هندي، وهو ابن الممثل يوسف خان. أدى فراز خان دور بطولة قيادي لأول مرة في عام 1989 في فيلم الرومانسية الموسيقية Maine Pyar Kiya  توفي في 4 نوفمبر 2020 في بنغالور.

## روابط خارجية
- فراز خان في قاعدة بيانات الأفلام على الإنترنت